# Zrzeszenie Zwolenników Nauki Pierwotnych Chrześcijan
Zrzeszenie Zwolenników Nauki Pierwotnych Chrześcijan (tzw. pierwochrześcijanie) – istniejąca w Polsce w latach 1912–1947 wspólnota protestancka o charakterze ewangelikalnym będąca prekursorem ruchu braci plymuckich na ziemiach polskich. Jej wierni weszli w skład Zjednoczonego Kościoła Ewangelicznego w PRL, a w 1981 utworzyli Kościół Wolnych Chrześcijan.

## Historia

### Dzieje do 1918 roku
Zrzeszenie zostało założone i zarejestrowane w 1912 w Warszawie, a jego wiodącymi postaciami byli Wacław Żebrowski, Stefan Bortkiewicz i Antoni Przeorski. Jego pierwszym przewodniczącym został Wacław Żebrowski, były duchowny rzymskokatolicki i mariawicki (do 1911), odwołany z tego stanowiska w 1929. Jeszcze przed rokiem 1918, Zrzeszenie weszło w kontakt z Józefem Mrózkiem seniorem, przywódcą wspólnot postpietystycznych działających na Śląsku Cieszyńskim od 1909 niezależnie od Kościoła Ewangelicko-Augsburskiego.

### Dzieje w II Rzeczypospolitej i w okresie okupacji
W okresie międzywojennym jedną z głównych postaci Zrzeszenia stał się Stanisław Krakiewicz, przełożony Zboru Ewangelicznych Chrześcijan Wolnych w Warszawie, późniejszy wieloletni prezes Zjednoczonego Kościoła Ewangelicznego. Ze Zrzeszeniem w tym okresie współpracował Paweł Wojnar. 
Organem prasowym Zrzeszenia było czasopismo Łaska i Pokój. Jego redaktorem był Karol Wowra, przełożony zboru w Lublinie.
W czasie okupacji hitlerowskiej wspólnoty należące do Zrzeszenia weszły na terenie Generalnego Gubernatorstwa w skład Związku Nieniemieckich Ewangelicko-Wolnokościelnych Zborów (baptyści), uznanej przez władze okupacyjne denominacji baptystycznej skupiającej różne wspólnoty ewangelikalne z wyjątkiem zielonoświątkowców. 

### Dzieje powojenne
Po II wojnie światowej członkowie Zrzeszenia wstąpili do Polskiego Kościoła Ewangelicznych Chrześcijan Baptystów, którego Józef Mrózek senior został wiceprezesem. W 1947 roku na zjeździe w Pszczynie osoby związane ze Zrzeszeniem utworzyły Związek Wolnych Chrześcijan, który w tym samym roku stał się częścią Zjednoczonego Kościoła Ewangelicznego (ZKE).
Po 1981 w związku z opuszczeniem ZKE przez Kościół Wolnych Chrześcijan większość zborów mających swe korzenie w Zrzeszeniu stała się częścią tegoż Kościoła. Nieliczne, jak zbór w Lublinie, pozostały w ZKE aż do końca jego istnienia w 1988. Po tej dacie zbór w Lublinie stał się częścią Kościoła Ewangelicznych Chrześcijan.

## Historiografia
Związek stał się przedmiotem monografii naukowej dr. Janusza Sobiecha pt. Pierwochrześcijanie. Zrzeszenie Zwolenników Nauki Pierwotnych Chrześcijan w latach 1912–1947 wydanej w 2019.